# Borovinský rybník

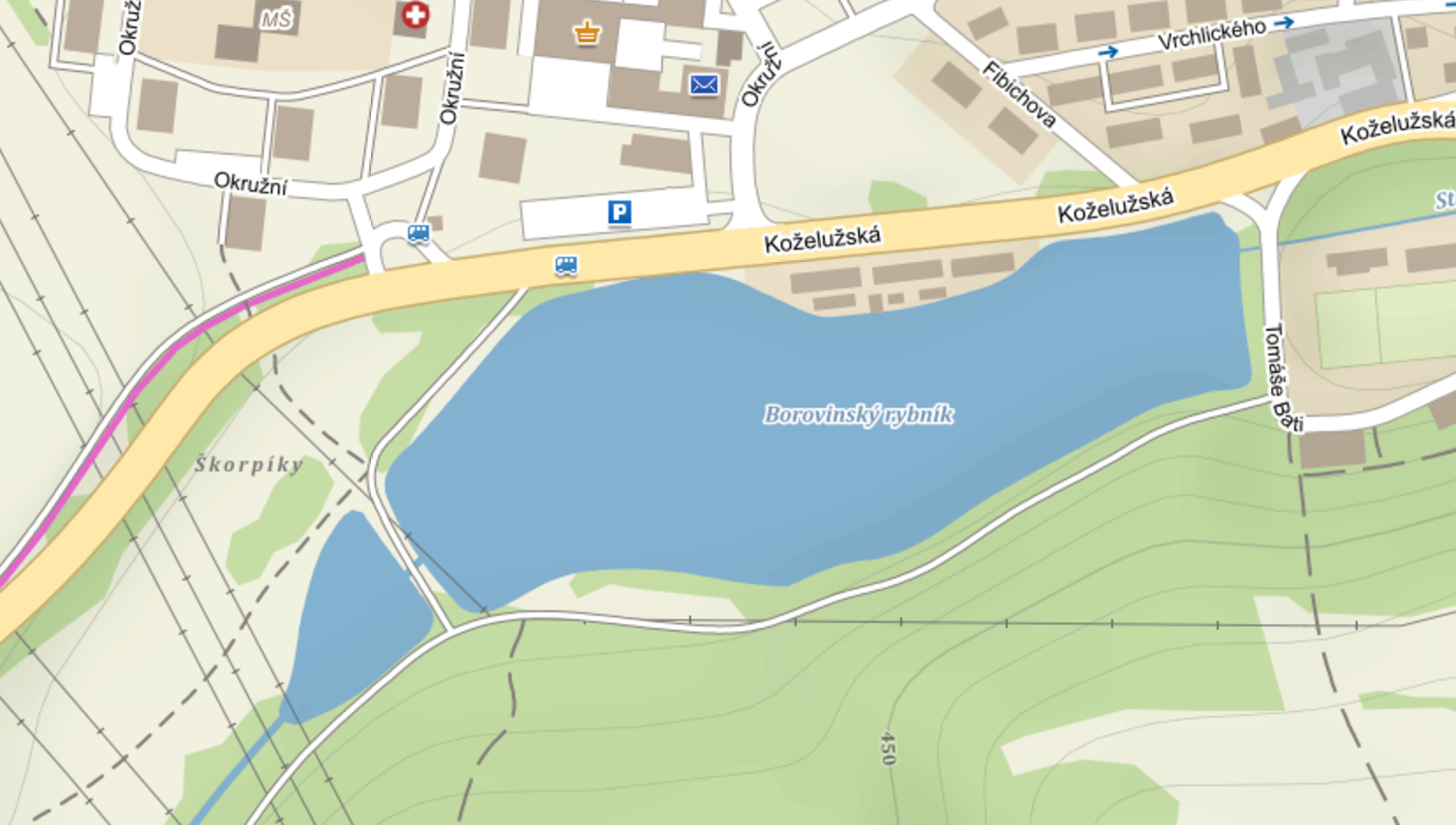
Mapa okolí Borovinského rybníka

Borovinský rybník je rybník v Třebíči, který byl vybudován v osmdesátých letech 19. století koželužnými závody Budischowski (pozdější Baťovy závody a BOPO). Tuto investici si vyžádalo zvětšování výroby. Rybník byl vytvořen na toku Stařečského potoka a má rozlohu cca 4,2 ha. Podle výzkumů čistoty vod ZŠ Týnská ze září 2003 mají vody rybníka tvrdost vody o hodnotě 6,9 pH, obsah dusitanů mírně nadlimitní o hodnotě 0,15 mg/l a obsah dusičnanů v limitu o hodnotě 7 mg/l vody.
Na rybníku se konají v zimě (únor) závody ve sjezdu ze svahu kopce přes vodu v proraženém ledovém příkrovu rybníka, nazývají se Waterslide. Na rybníce se také bruslí, pokud jsou dostatečné přírodní podmínky a síla ledu.